# Aleksandr Iwanczenkow
Aleksandr Siergiejewicz Iwanczenkow, ros. Александр Сергеевич Иванченков (ur. 28 września 1940 w Iwantejewce, obwód moskiewski) – inżynier mechanik, radziecki kosmonauta, Lotnik Kosmonauta ZSRR.

## Wykształcenie i praca zawodowa
- 1958 – W rodzinnej Iwantejewce ukończył szkołę średnią.
- 1963 – Pod koniec roku jako technik rozpoczął pracę w Specjalnym Biurze Projektowym numer 1 (OKB-1) – obecnie RKK Energia.
- 1964-1977 – Został absolwentem Moskiewskiego Instytutu Lotniczego im. Sergo Ordżonikidze. Po studiach do momentu przyjęcia do oddziału kosmonautów był inżynierem OKB-1 (ОКБ-1) i CKBEM (ЦКБЭМ). Pracował m.in. przy konstruowaniu rakiety nośnej N1 oraz załogowego pojazdu księżycowego. Zajmował się też przygotowaniem dokumentacji pokładowej oraz testowaniem systemów załogowych statków kosmicznych. W 1970 – na Moskiewskim Instytucie Lotniczym ukończył kurs programowania komputerowego.

## Kariera kosmonauty i praca w Centrum Przygotowań Kosmonautów
- 1971 – w Instytucie Problemów Medyczno-Biologicznych (ИМБП – Институт медико-биологических проблем) przeszedł kompleksowe badania i specjalna komisja medyczna uznała, że może być dopuszczony do specjalistycznego treningu dla kandydatów do lotu w kosmos.
- 27 marca został przyjęty do oddziału radzieckich kosmonautów. Znalazł się w czwartej grupie cywilnych kandydatów biura konstrukcyjnego im. S. Korolowa.
- 1973-1975 – po zakończeniu podstawowego przeszkolenia razem z Jurijem Romanienko uczestniczył w radziecko-amerykańskim projekcie ASTP. W grudniu 1974 był dublerem inżyniera pokładowego statku kosmicznego Sojuz 16, którego lot był próbą generalną przed pierwszą wspólną załogową misją realizowaną przez oba kraje. Przeszedł przeszkolenie w NASA. W styczniu 1975 został przydzielony do trzeciej (rezerwowej) załogi lotu Sojuza 19. Później rozpoczął szkolenie do lotu na pokładzie stacji kosmicznej Salut.
- 1975–1978 – wspólnie z Jurijem Romanienko przygotowywał się w załodze dublerów do pierwszego załogowego lotu na pokład nowej stacji kosmicznej Salut 6. W październiku 1977 był dublerem inżyniera pokładowego statku Sojuz 25. Misja ta zakończyła się niepowodzeniem. Postanowiono wówczas przeformować załogi tak, aby w każdej znajdował się kosmonauta posiadający na swoim koncie przynajmniej jeden lot w kosmos. Iwanczenkow znalazł się w załodze dowodzonej przez Władimira Kowalonoka. Obaj byli dublerami załóg Sojuza-26 (w grudniu 1977) i Sojuza 27 (w styczniu 1978). Od czerwca do listopada 1978 wziął udział w 140-dniowej misji drugiej stałej załogi Saluta 6.
- 1981-1982 – we wrześniu 1981 został inżynierem pokładowym podstawowej załogi pierwszej radziecko-francuskiej misji. Początkowo dowódcą załogi był Jurij Małyszew, ale w styczniu 1982 został zastąpiony przez Władimira Dżanibekowa. Lot odbył się w dniach od 24 czerwca do 2 lipca 1982. Pierwszym francuskim astronautą został wówczas Jean-Loup Chrétien.
- 1983-1992 – przygotowywał się w grupie kosmonautów szkolonych w ramach programu wahadłowca Buran. Miał być inżynierem pokładowym podczas pierwszego lotu załogowego tego promu. Misją miał dowodzić Igor Wołk.
- 3 listopada 1993 opuścił oddział kosmonautów w związku z przejściem na emeryturę.

## Po opuszczeniu oddziału kosmonautów
- 1993 – został zastępcą naczelnika jednego z wydziałów RKK Energia.

## Loty załogowe
- „Sojuz 29”

Swój pierwszy lot kosmiczny Iwanczenkow rozpoczął 15 czerwca 1978. Był inżynierem pokładowym Sojuza 29, którym dowodził Władimir Kowalonok. Dzień później obaj przycumowali swój statek do Saluta 6 i przeszli na jego pokład. Była to druga stała załoga tej stacji kosmicznej. Podczas blisko 140-dniowej misji do zespołu orbitalnego przybyły dwie międzynarodowe załogi programu Interkosmos. W dniach od 28 czerwca do 5 lipca 1978 był to Sojuz 30. Jego radziecko-polską załogę stanowili Piotr Klimuk i Mirosław Hermaszewski. Z kolei od 27 sierpnia do 3 września 1978 ich gośćmi byli Walerij Bykowski oraz Sigmund Jähn. Załoga stacji Salut 6 poza pracami remontowymi wykonała również obszerny program badań i eksperymentów. 29 lipca Aleksandr Iwanczenkow przez 2 godziny i 20 minut pracował poza stacją. Przedłużenie czasu trwania misji było możliwe tylko dzięki temu, że Bykowski i Jähn powrócili na Ziemię w statku Sojuz 29 pozostawiając stałej załodze stacji kosmicznej Sojuza 31. Lot zakończył się 2 listopada 1978. Kapsuła z załogą wylądowała około 180 km od Dżezkazganu.
- „Sojuz T-6”

Po raz drugi wyruszył w kosmos 24 czerwca 1982 na pokładzie Sojuza T-6. Statkiem kosmicznym dowodził Władimir Dżanibekow a kosmonautą badaczem był pierwszy Francuz w kosmosie Jean-Loup Chrétien. Z powodu awarii komputera pokładowego Dżanibekow musiał przeprowadzić ręczne cumowanie do stacji. Po przejściu całej trójki na pokład kompleksu orbitalnego kosmonauci rozpoczęli wykonywanie zadań przewidzianych programem lotu. Pomagała im druga stała załoga Saluta 7 – Anatolij Bieriezowoj oraz Walentin Lebiediew. Większość przeprowadzonych wówczas eksperymentów dotyczyła medycyny. 2 lipca 1982 lądownik z kosmonautami osiadł na Ziemi około 65 km od miasta Arkałyk.

## Odznaczenia i nagrody
- Medal „Złota Gwiazda” Bohatera Związku Radzieckiego – dwukrotnie (1978, 1982)
- Order Lenina – dwukrotnie (1978, 1982)
- Medal „Za zasługi w podboju kosmosu” (2011, Rosja)[1]
- Komandor Legii Honorowej (1982, Francja)
- Złota Gwiazda Bohatera NRD (1978, NRD)
- Order Krzyża Grunwaldu III klasy (1978, Polska)
- Złoty Medal im Jurij Gagarina przyznany przez FAI (1978)
- Medal De la Vaulx (FAI, 1978)
- Złoty Medal Akademii Nauk ZSRR im. Konstantina E. Ciołkowskiego
- Dyplom FAI im. Władimira Komarowa (1982)
- Universal Astronaut Insignia za lot orbitalny (nr 88) – Stowarzyszenie Uczestników Lotów Kosmicznych (Association of Space Explorers(inne języki))[2]

## Wykaz lotów
| Loty kosmiczne, w których uczestniczył Aleksandr S. Iwanczenkow          | Loty kosmiczne, w których uczestniczył Aleksandr S. Iwanczenkow | Loty kosmiczne, w których uczestniczył Aleksandr S. Iwanczenkow | Loty kosmiczne, w których uczestniczył Aleksandr S. Iwanczenkow | Loty kosmiczne, w których uczestniczył Aleksandr S. Iwanczenkow | Loty kosmiczne, w których uczestniczył Aleksandr S. Iwanczenkow | Loty kosmiczne, w których uczestniczył Aleksandr S. Iwanczenkow |
| №                                                                        | Data startu                                                     | Statek kosmiczny                                                | Data lądowania                                                  | Statek kosmiczny                                                | Funkcja                                                         | Czas trwania                                                    |
| ------------------------------------------------------------------------ | --------------------------------------------------------------- | --------------------------------------------------------------- | --------------------------------------------------------------- | --------------------------------------------------------------- | --------------------------------------------------------------- | --------------------------------------------------------------- |
| 1                                                                        | 15 czerwca 1978                                                 | Sojuz 29                                                        | 2 listopada 1978                                                | Sojuz 31                                                        | Inżynier pokładowy                                              | 139 dni 14 godzin 47 minut i 32 sekundy.                        |
| 2                                                                        | 24 czerwca 1982                                                 | Sojuz T-6                                                       | 2 lipca 1982                                                    | Sojuz T-6                                                       | Inżynier pokładowy                                              | 7 dni 21 godzin 50 minut i 53 sekundy.                          |
| Łączny czas spędzony w kosmosie – 147 dni 12 godzin 38 minut i 25 sekund |                                                                 |                                                                 |                                                                 |                                                                 |                                                                 |                                                                 |